# Knielende Petrus
Knielende Petrus is een tekening van een navolger van de Zuid-Nederlandse schilder Jheronimus Bosch in de Collectie P. en N. de Boer in Amsterdam.

## Voorstelling
Het stelt een knielende man voor, die zijn handen gevouwen heeft en zich richt op een opengeslagen boek met daarop een kruis. Verder is het blad gebruikt voor een schets van een monster op kippenpoten, een kop van een man met uitgestoken tong en holle oogkassen en een aantal vissen.

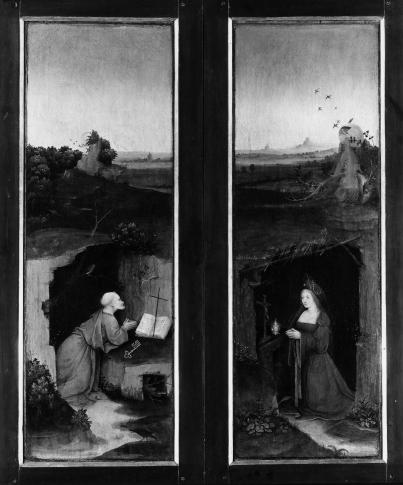
Atelier of omgeving van Jheronimus Bosch. De aanbidding der Koningen, buitenzijde. Ca. 1510-1520. Anderlecht, Erasmushuis.

De knielende figuur is vrijwel identiek aan de Petrus op het linker buitenluik van De aanbidding der Koningen uit het atelier of de omgeving van Jheronimus Bosch in het Erasmushuis in Anderlecht. De kop met de holle oogkassen is vergelijkbaar met de kop op het schilderij Tondalus' visioen van een navolger van Bosch en het mannetje in het visseschip op de voorgrond van het middenpaneel van het Antonius-drieluik. Het monster op kippenpoten is niet te herleiden tot werk van Bosch, maar sluit daar wel zeer nauw op aan.

## Toeschrijving
De tekening werd in 1967 voor het eerst gepubliceerd als kopie naar het drieluik in Anderlecht. In 2001 werd hij nogmaals gepubliceerd; nu als navolger van Bosch.

## Herkomst
De tekening is afkomstig uit de verzameling van Mr. N. Beets in Amsterdam. Hij werd voor het laatst in 1967 gesignaleerd in de Collectie P. en N. de Boer, eveneens in Amsterdam.